# Kurefjorden
Kurefjorden – zatoka w Norwegii będąca częścią Morza Północnego, stanowiąca część zatoki Oslofjorden. Na jej terenie znajduje się rezerwat przyrody.

## Położenie
Kurefjorden stanowi fragment norweskiej zatoki Oslofjorden, usytuowany w jej wschodniej części. Jest otoczona terenami należącymi do gmin Råde i Rygge w regionie Østfold. Położona jest ok. 10 km na południowy wschód od Moss i ok. 20 km na północny zachód od Fredrikstad. W jej sąsiedztwie znajdują się miejscowości: Larkollen, Tasken i Åven. Od zatoki Krokstadfjorden oddziela ją półwysep Åven. Na jej terenie znajduje się kilka niewielkich wysp m.in. Sjuskjær, Knappholmene, Labu, Sørskjæret, Steinene, Kokholmen, Kameratskjær i Taralden. Zatoka jest w dużej części płytka, nie głębsza niż 5 metrów; dużą jej część zajmują słone mokradła. Otoczona jest głównie przez tereny rolnicze.
W średniowieczu nad zatoką znajdowały się osady: Kubberød i Bråthu. Pod koniec XIX w. w okolicach zatoki eksploatowano złoża kwarcu i skalenia.

## Rezerwat przyrody
Na terenie Kurefjorden w grudniu 1978 r. utworzony został rezerwat przyrody Kurefjorden naturreservat, który 24 lipca 1984 r. został włączony do Konwencji ramsarskiej pod międzynarodowym numerem 306. Rezerwat ten ma powierzchnię 392 ha i położony jest w północno-wschodniej części zatoki. W jego skład wchodzą wody zatoki (ok. 90,5% całkowitej powierzchni) oraz tereny przybrzeżne.
Miejsce to, bogate w mokradła i bagna, jest cennym żerowiskiem oraz przystankiem w migracji dla wielu gatunków ptaków, zwłaszcza dla kaczek i ptaków brodzących. Uznaje się je za najcenniejsze siedlisko ptaków na całym Oslofjordzie. W okolicy odnotowano obecność 252 gatunków ptaków, z czego duża część odbywa tu lęgi. Typowymi gatunkami są tu: perkoz dwuczuby, perkoz rogaty, cyraneczka, kaczka krzyżówka, batalion i biegus zmienny. Każdej jesieni obserwuje się ok. 3000 ptaków. Szczególnie dużą liczbę osobników spotkać można często na wyspie Knappholmene.
Kurefjorden, wraz z zasilającymi ciekami wodnymi: Kureåa i Heiebekken, jest też ważne dla zagrożonych wyginięciem ryb: Salmo trutta i węgorza europejskiego.
Wśród rosnących tu roślin wymieniane są: soliród, zostera i rupia. Teren porasta także trzcina pospolita, sitowiec nadmorski i turzyca. Występują tu również gatunki zagrożone wyginięciem: turzyca Hartmana, centuria nadbrzeżna i centuria nadobna.